# Olindias sambaquiensis
Olindias sambaquiensis är en nässeldjursart som beskrevs av Müller 1861. Olindias sambaquiensis ingår i släktet Olindias och familjen Olindiasidae. Inga underarter finns listade i Catalogue of Life.